# Hötorget (plein)

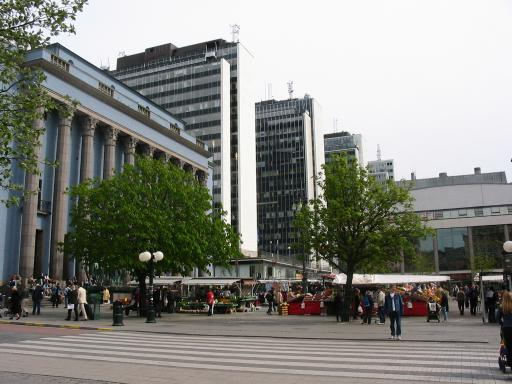
Hötorget, met links Konserthuset

Hötorget ("Hooimarkt") is een plein op Norrmalm, in het centrum van Stockholm. Dagelijks wordt er een groente- en fruitmarkt op het plein gehouden. Op het plein ligt het Konserthuset ("Concertgebouw") en Filmstaden Sergel, een van de grootste bioscopen van Stockholm. Het plein heeft zijn naam gekregen doordat er in de 19e eeuw vele boeren uit de omgeving kwamen om op dit plein hooi te verkopen.
- Onder het plein ligt het metrostation Hötorget, dat in 1952 werd geopend.